# Union (contea di Berks)
Union è una township degli Stati Uniti d'America, nella contea di Berks nello Stato della Pennsylvania. Secondo il censimento del 2000 la popolazione è di 3.453 abitanti.

## Società

### Evoluzione demografica
La composizione etnica vede una maggioranza di quella bianca (98,03%), seguita da quella afroamericana (0,58%) dati del 2000.
| township di Union Popolazione |       |
| 2000                          | 3.453 |
| Stima al 2009                 | 3.685 |